# 歐文頓 (紐約州)
歐文頓（英語：Irvington）是位於美國紐約州西徹斯特縣的村。

## 人口
根據2020年美國人口普查的數據，歐文頓的面積為10.57平方千米，當中陸地面積為7.33平方千米，而水域面積為3.24平方千米。當地共有人口6653人，而人口密度為每平方千米629人。